# Mike Peters (musicien)
Pour les articles homonymes, voir Mike Peters et Peters.
 (juin 2017).
Si vous disposez d'ouvrages ou d'articles de référence ou si vous connaissez des sites web de qualité traitant du thème abordé ici, merci de compléter l'article en donnant les références utiles à sa vérifiabilité et en les liant à la section « Notes et références ».
Michael Leslie Peters, dit Mike Peters, né le 25 février 1959 à Prestatyn (pays de Galles) et mort le 28 avril 2025 à Dyserth (pays de Galles), est un musicien britannique, plus connu comme étant le chanteur du groupe de rock The Alarm.
Après la séparation du groupe en 1991, Mike Peters continue en solo, avant la reconstitution du groupe en 2000. Il est aussi le cofondateur de la fondation Love Hope Strength. Entre 2011 et 2013, Mike Peters est le chanteur du groupe Big Country ainsi que de The Alarm.

## Biographie

### Années 1970
Mike Peters débute le 10 octobre 1975, alors qu'il était à la tête de Hairy Hippie, un groupe formé avec ses camarades de classe à l'occasion de la fête d'anniversaire de sa sœur à l'hôtel Talardy, à St Asaph. La première chanson interprétée ce soir-là était une reprise du titre If You Think You Know How To Love Me de Smokie.
Son premier véritable groupe a été The Toilets, créé après avoir vu un concert des Sex Pistols à Chester, en 1976. La première chanson jouée par le groupe était Nothing To Do, au Palace Hotel de Rhyl.
Peters, accompagné par MacDonald, Dave Forte et Nigel Twist (ensuite renommé Nigel Buckle), a formé un groupe nommé Seventeen en 1978. Leur première chanson était Pop Generation à l'hôtel Bee (maintenant Station), à Rhyl, le 27 mai 1978. Un single est ensuite sorti en 1979 sous le label Vendetta, intitulé Don't Let Go.

### Années 1980
En 1981, The Alarm s'est formé et a déménagé à Londres. The Alarm a été signé par le label IRS. Le groupe tire son nom d'une chanson nommée Alarm Alarm, qui a été l'une des premières chansons écrites par Peters pour son tout premier groupe The Toilets.
The Alarm a joué son premier concert le 10 juin 1981, au Victoria Hotel, à Prestatyn. Shout to the Devil a été leur première chanson. Peters avait écrit la chanson le jour même. Leur premier single sous leur propre label, Unsafe Building, est sortie en novembre 1981.

### Années 1990
En 1991, The Alarm se sépare après que Peters a laissé le groupe en plan sur la scène du Brixton Academy, déclarant : 

« Nous avons passé des moments inoubliables ces dix dernières années et ce soir, j'aimerais remercier tous les gens qui nous ont soutenus du début à la fin. Ce soir, c'est ma dernière avec The Alarm, et ça se termine en apothéose. »

Les membres de The Alarm ne se sont réunis qu'une seule fois depuis. C'était à l'occasion des VH1 series Bands Reunited, le 28 octobre 2003.
Deux singles sont sortis en 1994 : Back Into the System, qui comprenait également une version galloise de la chanson, suivi de It Just Don't Get Any Better Than This. Peters a fait équipe avec The Poets pour les deux enregistrements. Le single incluait aussi une première version du titre White Noise, que Peters a réenregistré pour l'album Rise.